# Porphyrinia minutata
Porphyrinia minutata är en fjärilsart som beskrevs av Fabricius 1794. Porphyrinia minutata ingår i släktet Porphyrinia och familjen nattflyn. Inga underarter finns listade i Catalogue of Life.